# Golf de Tadjoura
El golf de Tadjoura o de Tadjourah, també de Tadjurah o de Tadjura (àrab: خليج تجرة, ẖalīj Tajura) és un golf de la costa de l'oceà Índic entre el golf d'Aden a l'est i la mar Roja a l'oest, en territori de Djibouti.
Els ports principals són: Tadjoura, que li dona nom, Obock i Djibouti.
L'amplada és de 44 km i l'accés nord-nord-est es troba al Ras Bir i fins al Ras Djibouti al sud-sud-oest es va fent estret per agafar l'aspecte d'un fiord format per altures coral·líferes i acaba en una badia fonda coneguda con Goubbet Kharab (golf de la Desolació o Golf Desert) en mig d'un terreny volcànic. La costa septentrional mesura uns 100 km en línia recta mentre la meridional només 60.
Geològicament el golf abraçava antigament fins al llac Assal que ara es troba a uns 180 metres sota el nivell de la mar. A l'entrada del golf hi ha les illes Moucha.